# 山脉
山脈，是相連的山體的統稱。數個山脈組成山系，也是許多山嶺相連，沿一定方向延伸而成系統者。
一般由於板塊相互擠壓使得地殼隆起，形成山脈，這類山脈稱為褶皺山脈。例如：喜馬拉雅山脈是由於亞歐板塊受印度板塊的衝撞而形成的；從庫頁島、日本、台灣到菲律賓群島的彩帶列嶼是由亞歐板塊與太平洋板塊的推擠形成的。
由火山作用所形成的通常是獨立的山峰，但在某些情況下，一連串的火山活動也會形成山脈，例如夏威夷群島，即是火山群山脈。
山脈依高度可分為三種類型：
- 低海拔山脈
- 中海拔山脈
- 高海拔山脈

## 地球山脉之最
- 平均海拔最高的山脉：喜马拉雅山脉
- 陸地上最长的山脉：安地斯山脈（長達7000公里）[4]
- 海底最长的山脉：中洋脊（長達80000公里）

### 中国大陆境内的山脈
- 喜马拉雅山脉
- 昆仑山脉
- 冈底斯山脉
- 横断山脉

### 臺灣境内的山脈
- 中央山脈
- 雪山山脈
- 玉山山脈
- 阿里山山脈
- 海岸山脈
- 大屯火山彙